# Erftoegangsweg

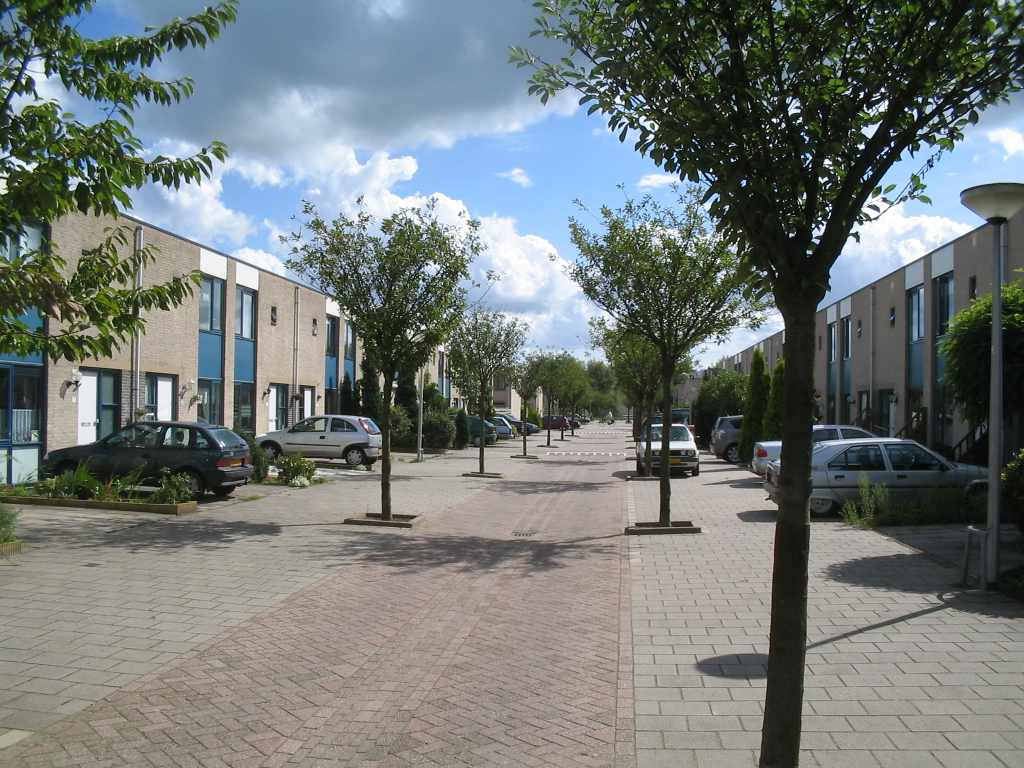
Erftoegangsweg binnen de bebouwde kom (Delft): 30 km/h

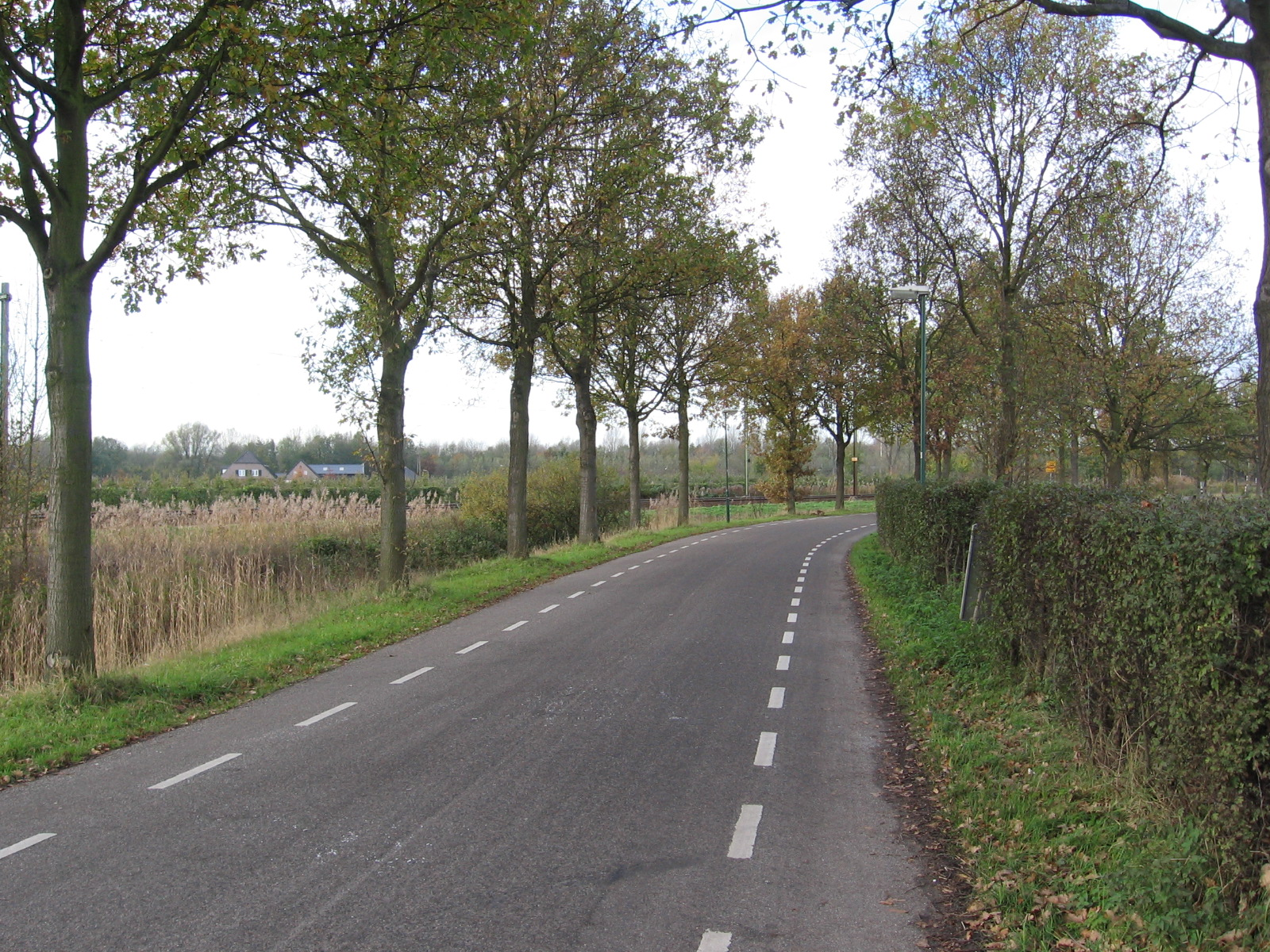
Erftoegangsweg buiten de bebouwde kom (bij Houten): 60 km/h

Een erftoegangsweg (ETW) is het meest lokale wegtype in de Nederlandse wegcategorisering. Het betreft wegen met gemengd langzaam verkeer en gemotoriseerd verkeer, zonder rijrichtingscheiding en meestal zonder gescheiden fietspaden. De term erftoegangsweg is geïntroduceerd in het kader van de Duurzaam Veilig visie, welke een verdere structurele verbetering van de verkeersveiligheid beoogt, onder andere door wegen eenduidig te classificeren en in te richten als stroomweg, gebiedsontsluitingsweg of erftoegangsweg.

## Doel
Erftoegangswegen hebben als functie het veilig toegankelijk maken van percelen in verblijfsgebieden. Ze staan vaak bekend als 30km-zones en 60km-zones. De maximumsnelheid van 30 km/h geldt voor erftoegangswegen binnen de bebouwde kom en 60 km/h voor erftoegangswegen buiten de bebouwde kom.
Volgens de Duurzaam Veilig-visie moeten op erftoegangswegen alle verkeersdeelnemers (voetgangers, fietsers en automobilisten, etc.) veilig van dezelfde rijbaan gebruik kunnen maken, waarbij voetgangers vaak wel een eigen verkeersruimte wordt geboden in de vorm van een trottoir. Manoeuvres als keren, draaien, het laten in- en uitstappen van passagiers, het laden- en lossen van goederen het oversteken moet veilig kunnen gebeuren. Omdat deze zogenaamde verblijfsfunctie het belangrijkst is, moet de snelheid van het gemotoriseerde verkeer omlaag om toch te voldoen aan de vereiste van homogeniteit van het verkeer. Om deze lagere snelheid (ten opzichte van de gebiedsontsluitingswegen) af te dwingen zijn de laatste jaren veel snelheidsremmende maatregelen getroffen. Door de lagere snelheid wordt doorgaand verkeer zo veel mogelijk geweerd, hetgeen weer beter past bij de functie van erftoegangswegen als weg voor bestemmingsverkeer. Naast het terugbrengen van de snelheid worden in principe geen andere verkeersmaatregelen zoals fietsstroken of zebrapaden aangelegd.

## 30 km/h-zones
Veel woonwijken worden heringericht als 30 km/h-zones. Een belangrijk verschil met de woonerven uit de jaren 70 en 80 is dat erftoegangswegen binnen de bebouwde kom wel aparte trottoirs hebben voor voetgangers, terwijl op woonerven ook voetgangers volledig worden gemengd met het overige verkeer. De maximumsnelheid op woonerven is dan ook lager, namelijk 15 kilometer per uur.

Hoewel woonerven geen eigen categorie zijn in de wegcategorisering Duurzaam Veilig, worden erven nog steeds toegepast als alternatief voor 30 km-erftoegangswegen, bijvoorbeeld waar onvoldoende trottoirruimte is. In het ASVV, de Nederlandse ontwerprichtlijnen voor wegen binnen de bebouwde kom, wordt het Erf behandeld als een variant van de Erftoegangsweg.  Nieuwe erven zijn de laatste jaren onder meer gecreëerd in en om Den Haag, Leiden, Veendam en Amsterdam. Ongeveer 20% van alle woningen in Nederland stond in 2011 nog in woonerfwijken.